# Irbisia silvosa
Irbisia silvosa är en insektsart som beskrevs av Bliven 1961. Irbisia silvosa ingår i släktet Irbisia och familjen ängsskinnbaggar. Inga underarter finns listade i Catalogue of Life.